# ボリスブラウン
ボリスブラウン、Boris Brownは鶏の銘柄のひとつ。アメリカのハイライン社(Hy-Line)が開発元である。ボリスブラウンは日本での名前で、海外ではHy-Line Brownという名前で販売している。

## 概要
ボリスブラウンという名称はあくまでも商品名であり種としての名称ではない。日本においてはゲン・コーポレーションが販売代理店（ディストリビューター）となっている。
養鶏場において採卵を目的に育種改良されたコマーシャルレイヤーである。卵殻色は薄茶色である(俗に赤玉と呼ばれる)。
オスは白く、メスは茶色である。ただし、ボリスブラウン同士を掛け合わせると白いメスや茶色いオスも生まれる。
採卵農場へ販売できなかった余剰雛がペットショップで流通しているためペットとして飼われるケースも多い。
ボリスブラウンは雑種(F1)であり、血統種ではない。ロードアイランドレッドの系統である。